# Things of Beauty
Album dei Loituma, pubblicato in Finlandia con il titolo Loituma nel 1995 e ripubblicato per il mercato internazionale con il titolo Things of Beauty nel 1998.

## Tracce
1. "Eriskummainen kantele / My kantele" - 3:42
2. "Kultaansa ikävöivä / There is my lover" - 4:24
3. "Viimesen Kerran / The very last time" - 3:10
4. "Minuet and polska" - 7:45
5. "Kun Mun Kultani Tulisi / Missing him" - 5:10
6. "Valamon kirkonkellot / Valamo cloister bells" - 5:34
7. "Ai, Ai Taas Sattuu / Oh, oh, it hurts again" - 3:43
8. "Suo / Marshland" - 6:49
9. "Kolme Kaunista / Three things of beauty" - 4:18
10. " Ievan Polkka / leva's polka" - 2:44